# Мейстер, Хенрик
Хенрик Вендел Мейстер (дат. Henrik Wendel Meister; род. 17 ноября 2003, Копенгаген) — датский футболист, нападающий итальянского клуба «Пиза».

## Клубная карьера
Мейстер — воспитанник клуба «Фремад Амагер». 19 февраля 2022 года в матче против «Яммербургта» он дебютировал в Первой лиге Дании. 18 мая в поединке против «Эсбьерга» Хендрик забил свой первый гол за «Фремад Амагер». В 2023 году Мейстер перешёл в норвежский «Сарпсборг 08». 6 августа в матче против «Саннефьорда» он дебютировал в Элитсерии. В поединке против «Одда» Хенрик забил свой первый гол за «Сарпсборг 08». 12 июля 2024 года в матче против «Русенборга» он сделал «покер».